# Куинн, Джеймс Питер
Джеймс Питер Куинн (англ. James Peter Quinn; 1869—1951) — австралийский художник-портретист.

## Биография

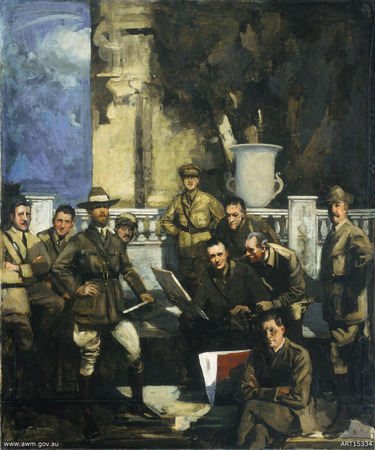
Куинн на картине Джорджа Коутса Australian official war artists, 1916-1918 (см. описание внутри иллюстрации)

Родился 4 декабря 1869 года в Мельбурне, был третьим сыном в семье John Quinn — ресторатора из Антигуа, и его английской жены — Ann, урождённой Long.
Живописи обучался у Фредерика Маккаббина (в 1887—1999 годах), в мельбурнской Melbourne National Gallery School (в 1889—1893 годах под руководством Джорджа Фолингсби и Бернарда Холла), затем в Париже в Академии Жюлиана и в Высшей школе изящных искусств (в 1893—1901 годах под руководством Жана-Поля Лорена). Некоторое время Куинн провёл в Этапльской художественной колонии на севере Франции, наряду с другими австралийцами, включая Руперта Банни и Хильду Николас.
К 1904 году он был уже весьма успешным портретистом и выставлялся в Королевской академии художеств. Его картина «Mère et Fils» была удостоена почётного упоминания на Old Salon в Париже в 1912 году. Ему поручили написать портреты Джозефа Чемберлена, герцогини Йоркской и герцога Виндзорского.
Во время Первой мировой войны Джеймс Куинн был назначен австралийским официальным военным художником Австралийских имперских сил; создал галерею выдающихся французских офицеров. В 1919 году в Лондоне он написал портрет генерала сэра Джона Монаша, главнокомандующего Австралийским корпусом. Этот портрет, любимый в его семье, стал моделью для медали Монаша, ежегодно присуждаемой выдающемуся австралийцу за его вклад в служении австралийскому обществу.

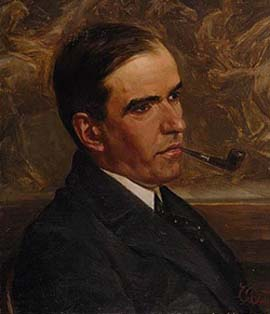
Картина Куинна My friend Harold Parker, ок. 1907

Затем с 1919 года Куинн работал с архивом Canadian War Records, вернувшись в только Австралию в декабре 1935 года. Он стал членом Викторианского общества художников и даже был его президентом в течение года, но покинул этот пост из-за разногласий с премьер-министром Робертом Мензисом. В 1937 году художник был избран президентом Викторианской художественной школы (Victorian Art School) и занимал это должность до конца жизни. Одновременно преподавал в художественной школе при Национальной галерее Виктории.
Умер от рака 18 февраля 1951 года в Prahran, пригород Мельбурна. Был похоронен на городском кладбище St Kilda cemetery.
Работы Джеймас Куинна находятся во многих музеях Австралии, включая Австралийский военный мемориал, а также в художественных галереях по всему миру.
В 1980 году состоялась мемориальная выставка Джеймас Куинна в Victorian Centre for the Arts.